# 大垣肇
大垣 肇（おおがき はじめ、1910年2月7日 - 1979年5月3日）は、日本の劇作家。
作家・佐藤紅緑と愛人・真田イネの子として東京府に生まれる。本名は与四男。
法政大学国文科中退。真山青果に師事して劇作を行い、労働運動にも従事した。戦後は大森で書店経営をしながら創作をつづけた。『大垣肇一幕劇集』（未來社 1976年）がある。前進座への劇作提供が多く、戯曲に「幸運の黄金の矢」「時はわれに辛かりき」「水沢の一夜」「親鸞」（正、続）などがある。
異母妹の佐藤愛子が佐藤家の歴史を描いた「血脈」に登場するが、破滅的な人物が多かった愛子の他の兄たちと違い、実直な人物として描かれている。